# Edmund Landau
Edmund Georg Hermann Landau (ur. 14 lutego 1877 w Berlinie, zm. 19 lutego 1938 tamże) – niemiecki matematyk specjalizujący się w teorii liczb i analizie zespolonej.
Landau przedstawił pierwszą systematyczną prezentację analitycznej teorii liczb i napisał ważne prace na temat teorii funkcji analitycznych jednej zmiennej. Znany jest przede wszystkim ze swojej listy czterech problemów w teorii liczb.

## Życiorys
Ojciec Edmunda Landaua, Leopold Landau, był ginekologiem, który był zarówno patriotycznym Niemcem, jak i kimś, kto był politycznie aktywny we wspieraniu sprawy żydowskiej. Matka Edmunda Landaua, Johanna Jacoby, pochodziła z rodziny Jacoby, wiodących bankierów. Edmund urodził się w zamożnej rodzinie, która miała dobre kontakty, więc dorastał znając ważnych ludzi w Berlinie. Został wychowany w wierze żydowskiej i, podobnie jak jego ojciec, stał się niemieckim nacjonalistą o syjonistycznych przekonaniach. Od najmłodszych lat Edmund wykazywał niezwykłe talenty.
Landau uczęszczał do Liceum Francuskiego w Berlinie, które ukończył w wieku 16 lat, czyli dwa lata wcześniej niż zwykle. Następnie studiował matematykę na Uniwersytecie Berlińskim. Jego praca doktorska była nadzorowana przez Ferdinanda Frobeniusa. Otrzymał tytuł doktora w 1899 roku za rozprawę na temat teorii liczb. Landau zawsze interesował się zagadkami matematycznymi i jeszcze przed uzyskaniem doktoratu opublikował dwie książki na temat matematycznych problemów w szachach. 9 czerwca 1900 roku napisał list z Paryża, gdzie studiował, do Davida Hilberta, w którym przedstawił zarys swoich pomysłów na udowodnienie twierdzenia o ideale pierwszym dla ciał liczbowych.
Jego praca habilitacyjna, złożona w 1901 roku, zaledwie dwa lata po doktoracie, dotyczyła szeregów Dirichleta, tematu z zakresu analitycznej teorii liczb. Frobenius był nieco krytyczny wobec obszaru, w którym pracował Landau, i czasami zauważał, że praca Landaua przestanie być ważna, jeśli hipoteza Riemanna zostanie udowodniona.
Landau wykładał na Uniwersytecie Berlińskim jako privatdozent od 1899 do 1909 roku. W tym okresie jego lista publikacji szybko rosła, tak że w do 1909 r. opublikował prawie 70 prac. Podczas pobytu w Berlinie jego zdolność do nauczania stała się wyraźnie widoczna. Prowadził kursy dla początkujących, czego nie musiał robić, a także wykładał swoją specjalność – teorię liczb. Ponadto prowadził wykłady z podstaw matematyki, liczb niewymiernych i teorii mnogości.
W 1909 r. został mianowany profesorem zwyczajnym w Getyndze jako następca Hermanna Minkowskiego. Hilbert i Klein byli jako współpracownikami w Getyndze do czasu przejścia Kleina na emeryturę w 1913 roku. Niełatwo było znaleźć następcę na stanowisko Kleina. Constantin Carathéodory przejął je, po czym odszedł w mniej niż trzy lata, a po nim Erich Hecke, który również szybko odszedł w 1919 roku. Landau ciężko pracował, aby Issai Schur objął to stanowisko, ale wbrew woli Landaua, Richard Courant został mianowany. Jednak pomimo wybitnych talentów zarówno jako nauczyciel, jak i badacz, Landau zdołał zirytować wielu swoich kolegów z Getyngi swoim nieco aroganckim zachowaniem.
Po tym, jak Paul Koebe i Ludwig Bieberbach spierali się w 1921 r. o znaczenie niektórych wyników opublikowanych przez każdego z nich, Landau wkroczył do sporu w następnym roku, pisząc wspólny list do nich dwóch, w którym stwierdził, że Koebe był bardziej poprawny z nich dwóch, ale wciąż nie był wystarczająco poprawny. Opublikował również uproszczone dowody niektórych twierdzeń Bieberbacha i podał mocniejsze wyniki. Landau skrytykował również dowody twierdzeń opublikowanych przez Wilhelma Blaschkego, ponownie twierdząc, że są one niepotrzebnie skomplikowane. Twierdził, że jeden z nich był trywialny, a inny można było trywialnie wydedukować z twierdzenia Mittaga-Lefflera. List, który Blaschke wysłał do Bieberbacha w 1921 roku, kończy się zdaniem:

Czy nie chciałbyś uwolnić Getyngi od Landaua?

### Przed i w okresie władzy NSDAP
Pomimo posiadania przyjaciół, którzy byli dobrze poinformowani o tym, co naziści mogą zrobić, jeśli dojdą do władzy, Landau nie dostrzegł niebezpieczeństwa. W 1932 roku odwiedził go przyjaciel Fritz Rathenau, który powiedział mu, że jeśli naziści zdobędą władzę, zbudują obozy koncentracyjne, w których będą umieszczać Żydów. Landau miał odpowiedzieć

W takim przypadku powinienem natychmiast zarezerwować dla siebie pokój z balkonem i widokiem na południe.

30 stycznia 1933 r. partia narodowosocjalistyczna pod przywództwem Hitlera doszła do władzy w Niemczech, a przewidywania Fritza Rathenaua wkrótce się spełniły. W dniu 7 kwietnia 1933 r. uchwalono ustawę o służbie cywilnej, która umożliwiła usunięcie żydowskich nauczycieli z uniwersytetów. W rzeczywistości, zanim jakiekolwiek oficjalne działania dotarły do Getyngi z ministerstwa, dziekan napisał do Landaua 28 kwietnia, prosząc go, aby nie prowadził letnich kursów wykładowych, które zamiast tego były prowadzone przez asystenta Landaua. Nie otrzymawszy dalszych wskazówek od władz uniwersyteckich, Landau zdecydował się wygłosić swoje jesienne wykłady zgodnie z ogłoszeniem. W swoim liście Landau bez emocji opisuje to, co wydarzyło się pierwszego dnia wykładów:

2 listopada, około godziny 11.15, gdy chciałem opuścić moje biuro i udać się do dużej sali wykładowej, aby rozpocząć wykład, hol wejściowy był wypełniony około 80-100 studentami, którzy przepuścili mnie bez przeszkód. W sali wykładowej znajdowała się jedna osoba. Najwyraźniej doszło więc do bojkotu z wartownikami przy drzwiach, którzy uniemożliwili (bez użycia siły) studentom, którzy chcieli pracować, postawienie stopy w sali wykładowej.
To, co się stało – a stało się to przy współpracy wielu osób, które były moimi studentami – prowadzi mnie do przekonania, że jedyną konsekwencją musi być mój wniosek o emeryturę.

Oswald Teichmüller, jako przywódca studentów, zorganizował bojkot wykładów Landaua. W rzeczywistości Teichmüller udał się do biura Landaua po bojkocie i wyjaśnił, że nie był on dziełem żadnej zorganizowanej grupy. Następnie Landau poprosił Teichmüllera o przedstawienie tego na piśmie i dołączył to do swojej prośby do ministerstwa o przeniesienie go na emeryturę. Pomimo zapewnień Teichmüllera, uważa się, że bojkot zorganizowali studenci należący do Sturmabteilung. 19 listopada Landau otrzymał pozwolenie na pracę w Groningen w Holandii, które później zostało przedłużone, aby umożliwić mu pozostanie tam na semestr zimowy. Oficjalnie przeszedł na emeryturę 7 lutego 1934 r., przeniósł się do Berlina, a następnie wykładał tylko poza Niemcami, spędzając trochę czasu w Cambridge i Holandii. Otrzymywał pełne wynagrodzenie do 1 lipca 1934 r., a następnie emeryturę aż do śmierci z powodu zawału serca. Wdowa po nim nadal otrzymywała emeryturę, ale w marcu 1939 r. została poinformowana, że jej emerytura zostanie anulowana, jeśli wyemigruje do Stanów Zjednoczonych.

## Wkład w matematykę
Główna praca Landaua dotyczyła analitycznej teorii liczb i rozkładu liczb pierwszych. W 1903 roku Landau przedstawił dowód twierdzenia o liczbach pierwszych, który był znacznie prostszy niż ten przedstawiony w 1896 roku przez Vallée Poussina i Hadamarda. Jedną z konsekwencji jego prostszego dowodu było to, że umożliwiło mu to uzyskanie wyników dotyczących rozkładu ideałów liczb pierwszych w ciałach liczbowych. Jednocześnie rozważał skorelowane z nimi potencjalnie istniejące kontrprzykłady do uogólnionej hipotezy Riemanna, nazwane później od jego nazwiska zerami Landaua-Siegela. Jego arcydziełem z 1909 roku był traktat Handbuch der Lehre von der Verteilung der Primzahlen, dwutomowa praca zawierająca pierwszą systematyczną prezentację analitycznej teorii liczb. Napisał również ważne prace na temat teorii funkcji analitycznych jednej zmiennej, Darstellung und Begründung einiger meuerer Ergebnisse der Funktiontheorie, który zawiera zbiór interesujących i eleganckich twierdzeń teorii funkcji analitycznych jednej zmiennej. Landau sam odkrył niektóre z tych twierdzeń i zademonstrował inne w nowy i prostszy sposób.
Napisane z największą starannością książki Landaua charakteryzują się argumentacją, która jest kompletna i tak prosta, jak to tylko możliwe. Niezbędna wiedza wstępna jest dostarczana, a czytelnik jest prowadzony bezpiecznie, krok po kroku, do celu.
Landau napisał ponad 250 prac na temat teorii liczb, które miały duży wpływ na rozwój tej dziedziny.

### Problemy Landaua
Na Międzynarodowym Kongresie Matematyków w 1912 roku Edmund Landau wymienił cztery podstawowe problemy dotyczące liczb pierwszych. Problemy te zostały scharakteryzowane w jego przemówieniu jako „niemożliwe do zaatakowania przy obecnym stanie matematyki” i są obecnie znane jako problemy Landaua. Są one następujące:
1. Hipoteza Goldbacha.
2. Hipoteza liczb pierwszych bliźniaczych.
3. Hipoteza Legendre'a.
4. Czy wielomian {\displaystyle n^{2}+1} przyjmuje wartości pierwsze dla nieskończenie wielu {\displaystyle n} całkowitych?

Aż do dzisiaj (grudzień 2023 r.) żaden z powyższych problemów nie został rozwiązany.